# 訃報 2006年8月
訃報 2006年8月（ふほう 2006ねん8がつ）では、2006年8月中に物故した、又は物故が報じられた人物についてまとめる。

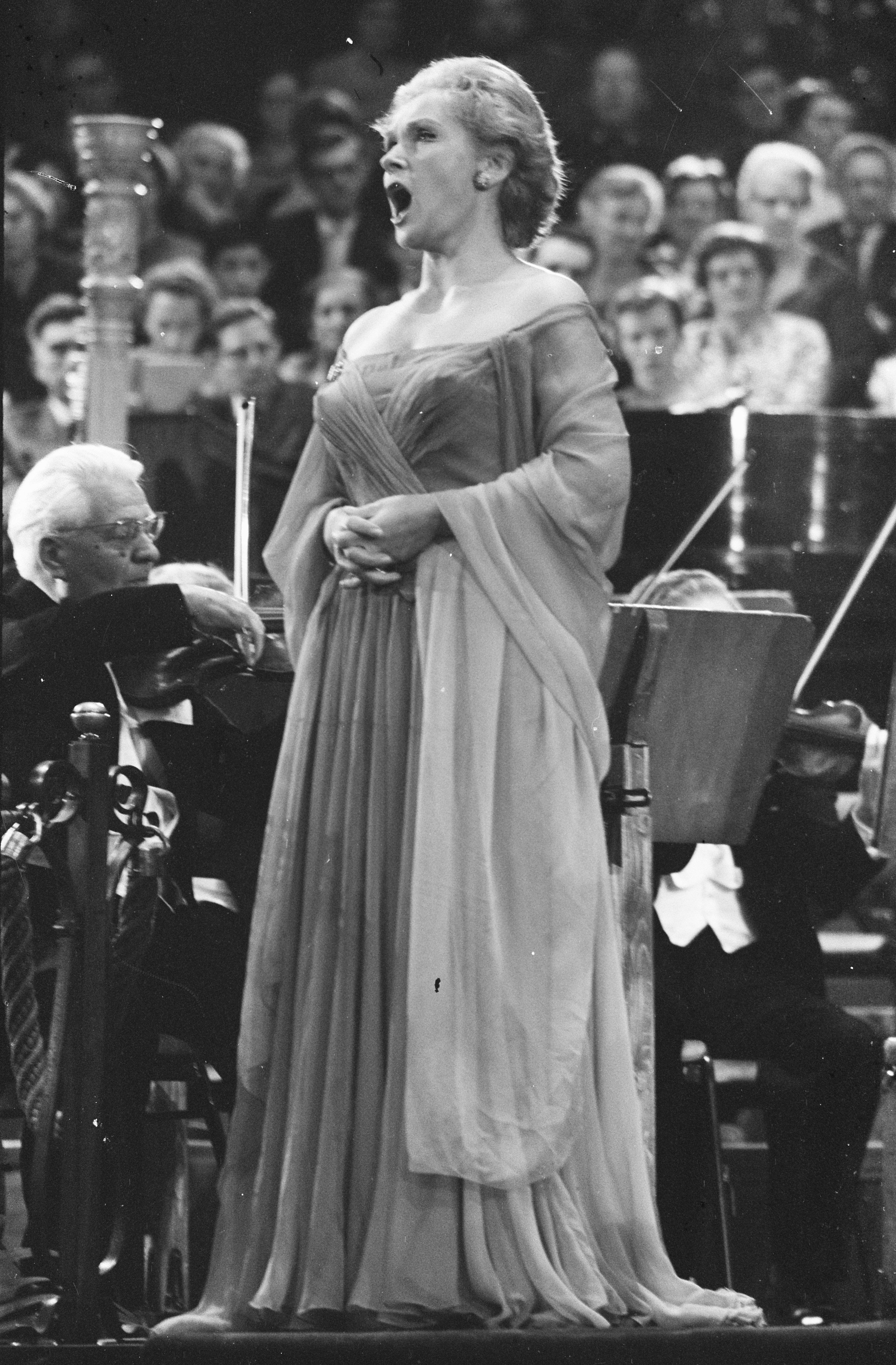
エリーザベト・シュヴァルツコップ／8月3日没

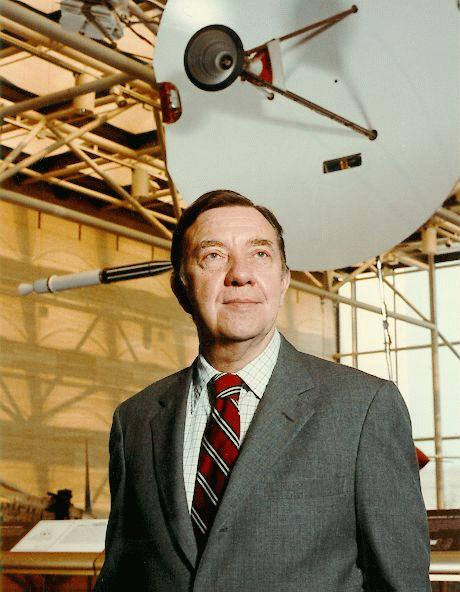
ジェームズ・ヴァン・アレン／8月9日没

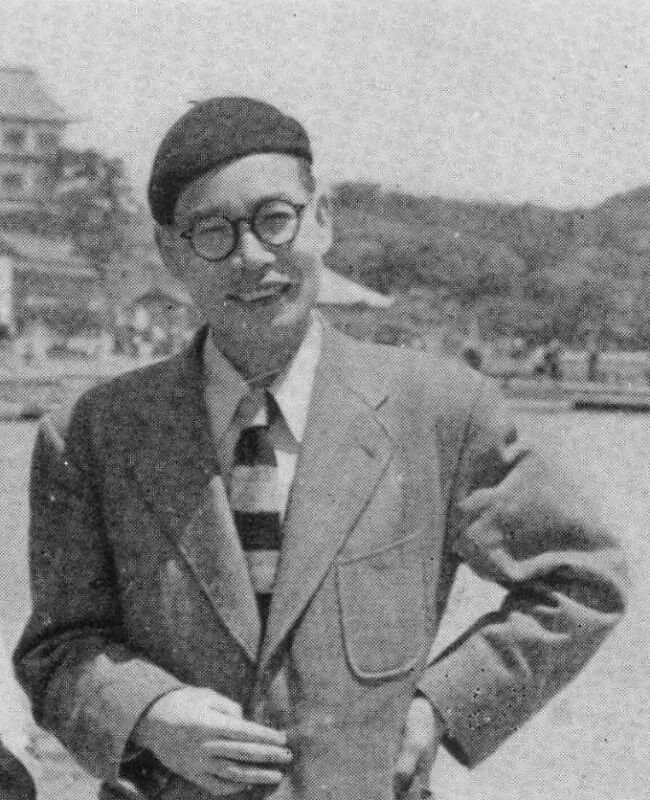
高木東六／8月25日没

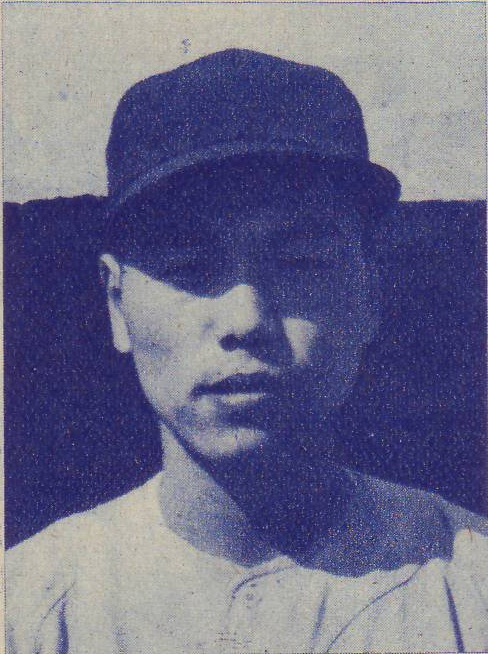
東谷夏樹／8月31日没

## （1日 - 15日）
- 8月3日 - エリーザベト・シュヴァルツコップ、ドイツのソプラノ歌手（* 1915年）[1]
- 8月3日 - 青木日出夫、翻訳家（* 1936年）
- 8月3日 - アーサー・リー（Arthur Lee）、アメリカ合衆国のミュージシャン（* 1945年）[1]
- 8月3日 - 宇山日出臣、元講談社編集者（* 1944年）
- 8月3日 - 吉國恒雄、ジンバブウェ研究家（* 1947年）
- 8月4日 - 武内亨、俳優（* 1927年）[1]
- 8月5日 - ダニエル・シュミット、スイスの映画監督（* 1941年）[1]
- 8月6日 - 鈴置洋孝、声優（* 1950年）[1]
- 8月7日 - 田中稔之、洋画家（* 1928年）
- 8月7日 - 国田栄弥、俳優（* 1930年）[1]
- 8月8日 - デューク・ジョーダン - アメリカ合衆国のジャズピアニスト（* 1922年）[1]
- 8月8日 - 佐藤隆、騎手（* 1957年）[2][1]
- 8月9日 - ジェームズ・ヴァン・アレン、アメリカ合衆国の物理学者（* 1914年）
- 8月9日 - 森千夏、陸上競技選手、砲丸投日本記録保持者、アテネ五輪日本代表（* 1980年）[1]
- 8月10日 - 武井保雄、武富士創業者、元会長（* 1930年）[3][1]
- 8月13日 - ジョン・ノトヴェイト、スウェーデンのミュージシャン、ディセクションのヴォーカル・ギター（* 1975年）
- 8月14日 - 福井勇、政治家、元自由民主党衆議院議員（* 1903年）
- 8月14日 - 青山哲也、俳優（* 1940年）[1]
- 8月14日 - ブルーノ・カービー、アメリカ合衆国の俳優（* 1949年）[1]
- 8月15日 - ファース・ヴィルケス、オランダのサッカー選手（* 1923年）
- 8月15日 - テ・アタイランギカアフ、マオリ女王（* 1931年）
- 8月15日 - 鳥居敏文、洋画家（* 1908年）[4]

## （16日 - 31日）
- 8月16日 - 黒柳朝、エッセイスト（* 1910年）[1]
- 8月16日 - アルフレド・ストロエスネル、パラグアイの軍人・政治家、第31代大統領（* 1912年）
- 8月17日 - シャムシュル・ラーマン、バングラデシュの詩人（* 1929年）
- 8月19日 - 藤本四八、写真家（* 1911年）
- 8月20日 - ジョー・ローゼンタール、アメリカ合衆国の写真家（* 1911年）
- 8月20日 - 永田耕一郎、俳人（* 1918年）
- 8月21日 - ビスミラ・カーン（Bismillah Khan）、インドの音楽家（* 1913年）
- 8月21日 - 菅野壽、政治家、元社会民主党参議院議員（* 1923年）
- 8月22日 - 若月俊一、医師、マグサイサイ賞受賞者（* 1910年）
- 8月22日 - ブルース・ゲイリー（Bruce Gary）、アメリカ合衆国のミュージシャン、ザ・ナックのドラマー（* 1951年）
- 8月23日 - 関敬六、コメディアン・俳優（* 1928年）[5][1]
- 8月23日 - メイナード・ファーガソン、カナダのジャズトランペッター（* 1928年）[1]
- 8月24日 - ジョン・ワインツワイグ、カナダの作曲家（* 1913年）
- 8月24日 - レオポルド・シモノー（Léopold Simoneau）、カナダのテノール歌手（* 1916年）[1]
- 8月25日 - 高木東六、作曲家（* 1904年）[1]
- 8月25日 - ジョセフ・ステファノ、アメリカ合衆国の脚本家（* 1922年）[1]
- 8月25日 - ジェームズ・テニー、アメリカ合衆国の作曲家（* 1934年）
- 8月26日 - ライナー・バルツェル、ドイツの政治家、ドイツキリスト教民主同盟元党首（* 1924年）
- 8月27日 - マリア・カポビージャ、世界最高齢者、エクアドルのスーパーセンテナリアン（*1889年）
- 8月28日 - 澤田駿吾、ジャズギタリスト（* 1930年）[6][1]
- 8月28日 - メルヴィン・シュワーツ、アメリカ合衆国の物理学者、ノーベル物理学賞受賞者（* 1932年）
- 8月29日 - ジェラルド・グリーン、アメリカ合衆国の作家（* 1922年）
- 8月29日 - ジャンピン・ジーン・シモンズ、アメリカ合衆国のロカビリー歌手（* 1933年）[1]
- 8月30日 - ナギーブ・マフフーズ、エジプトの小説家、ノーベル文学賞受賞者（* 1911年）[7]
- 8月30日 - グレン・フォード、アメリカ合衆国の俳優（* 1916年）[1]
- 8月30日 - ジョセフ・オツオリ、ケニアの陸上選手（* 1969年）[1]
- 8月31日 - 稗田敏男、調教師（* 1918年）
- 8月31日 - 東谷夏樹、元プロ野球選手（* 1930年）
- 8月31日 - 新谷琇紀、彫刻家（* 1937年）